# فیلیپین
فیلیپین (به انگلیسی: Philippines) (به فیلیپینی: Pilipinas) با نام رسمی جمهوری فیلیپین (به فیلیپینی: Republika ng Pinipinas) کشوری مجمع‌الجزایری در جنوب شرقی آسیا، واقع در شرق ناحیهٔ هندوچین و شمال اندونزی است. فیلیپین با مساحت ۳۴۲٬۳۵۳ کیلومتر مربع؛ شصت و چهارمین کشور پهناور و با جمعیت ۱۰۹٬۵۸۱٬۰۷۸ نفر؛ سیزدهمین کشور پرجمعیت در جهان است. پایتخت فیلیپین مانیل و بزرگ‌ترین شهر آن کزون سیتی است. زبان رسمی این کشور، انگلیسی و فیلیپینی است.
این مجمع‌الجزایر ابتدا توسط فردیناند ماژلان کاشف پرتغالی کشف شد. امپراتوری اسپانیا این مجمع‌الجزایر را مستعمره کرد. بعدها در جنگ آمریکا و اسپانیا، فیلیپین مستعمرهٔ آمریکا شد و در آخر مستعمرهٔ امپراتوری ژاپن گردید تا اینکه بالاخره کشوری مستقل شد.
واحد پول فیلیپین، پزوی فیلیپین است و اقتصاد آن سی و چهارمین اقتصاد بزرگ دنیا با تولید ناخالص داخلی ۳۷۱٫۸ میلیارد دلار در سال ۲۰۱۸ می‌باشد.
فیلیپین دارای یک حکومت دموکراتیک و مطابق قانون اساسی با نظام ریاست‌جمهوری به ریاست بونگ بونگ مارکوس است.

## نامگذاری
نام فیلیپین به‌نام پادشاه اسپانیا، شاه فیلیپ دوم نامگذاری شد. کاوشگر اسپانیایی روی لوپز د والالوبوس در زمان اکتشافاتش در سال ۱۵۴۲ نام جزایر لیته (Leyte) و سامار (Samar) را فلیپیناس (Felipinas) نام نهاد که شاهزاده آستوریاس، وارث تاج و تخت پادشاهی اسپانیا در آن زمان بود.
به این ترتیب نام Las Islas Filipinas برای کل جزایر فیلیپین به‌کار رفت. قبل از این نام، اسم‌های دیگری هم به‌کار می‌رفته که می‌توان به چند مورد اشاره کرد؛ مثلاً Islas del Poniete یا جزایر غرب و سان لازارو (San Lázaro) که اسپانیایی‌ها برای اشاره به جزایرشان استفاده می‌کردند.
اسم رسمی فیلیپین چندین بار در تاریخ عوض شد. در زمان انقلاب فیلیپین، کنگرهٔ مالولوس اسم جمهوری فیلیپین (Philippine Republic) را اعلام کرد. از زمان جنگ آمریکا و اسپانیا در سال ۱۸۹۸ و جنگ فیلیپین و آمریکا در سال ۱۸۹۹ تا ۱۹۰۲ تا زمان مشترک‌المنافع شدن (commonwealth) یعنی تا سال ۱۹۳۵ تا ۱۹۴۶ آمریکایی‌ها نام جزایر فیلیپین (Philippine Islands) را به‌کار می‌بردند.
پس از پایان جنگ جهانی دوم و استقلال فیلیپین، نام رسمی این کشور به جمهوری فیلیپین (Republic of the Philippines) تغییر یافت.

## تاریخ

### پیش از تاریخ (قبل از ۹۰۰ میلادی)

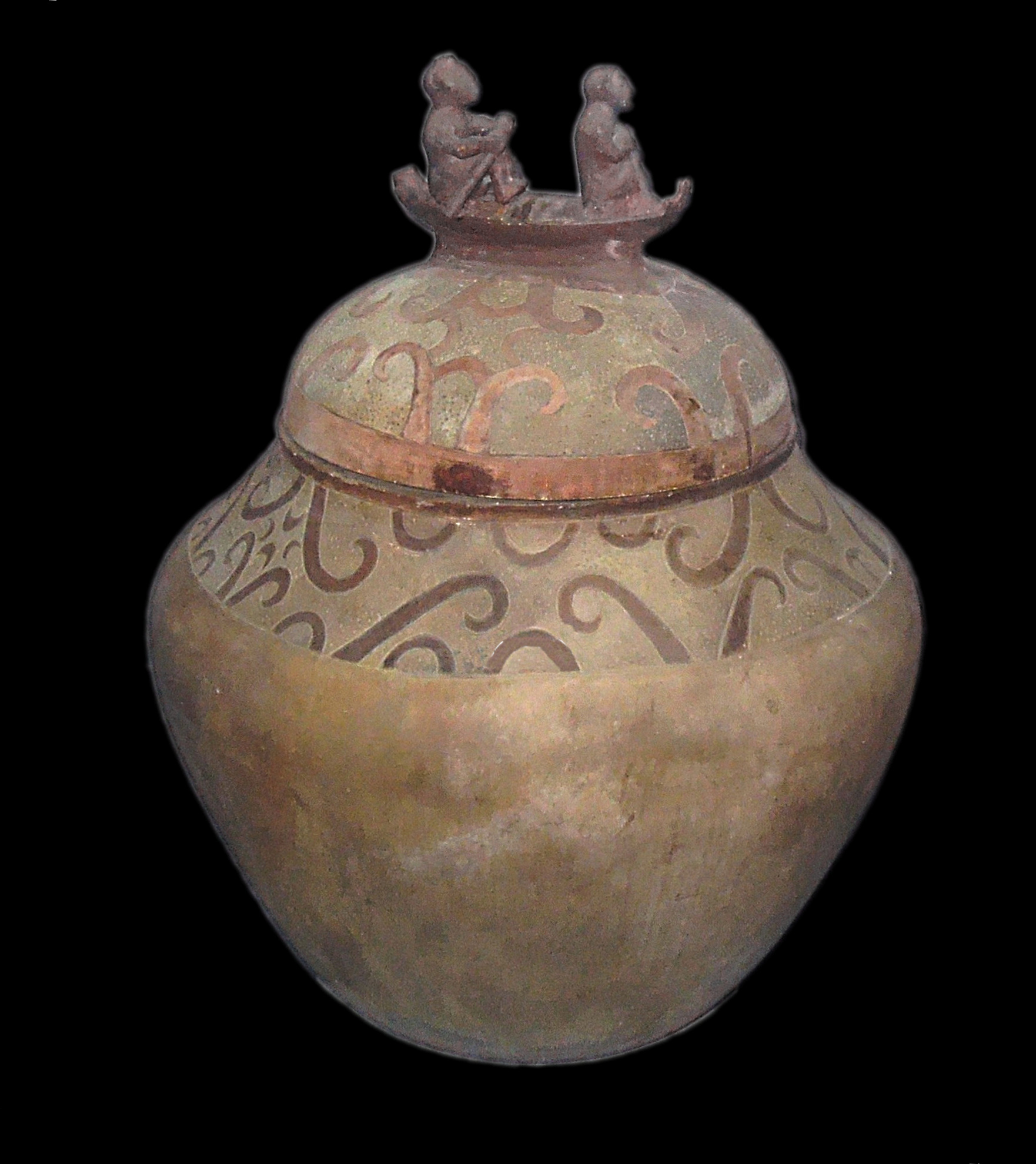
کوزه دفن مانونگول، یکی از بسیاری از کوزه‌های دفن یافت‌شده در سیستم غارها

شواهدی از حضور اولیه انسان‌تباران در منطقه‌ای که امروزه فیلیپین نامیده می‌شود، به حدود ۷۰۹٬۰۰۰ سال پیش بازمی‌گردد.
تعداد کمی از استخوان‌های یافت‌شده در غار کالائو ممکن است مربوط به گونه‌ای ناشناخته به نام هومو لوزوننسیس باشد که حدود ۵۰٬۰۰۰ تا ۶۷٬۰۰۰ سال پیش زندگی می‌کرده‌اند.
قدیمی‌ترین بقایای انسان امروزی در جزایر فیلیپین از غارهای تابون در پالاوان یافت شده است که قدمتی در حدود ۴۷٬۰۰۰ ± ۱۱–۱۰٬۰۰۰ سال دارند.
انسان تابون احتمالاً از نگریتوها بوده است و از اولین ساکنان این جزایر به‌شمار می‌رود که از مهاجرت‌های اولیه انسان‌ها از آفریقا به سمت آسیا از مسیرهای ساحلی آمده‌اند.

### ایالت‌های اولیه (۹۰۰–۱۵۶۵)

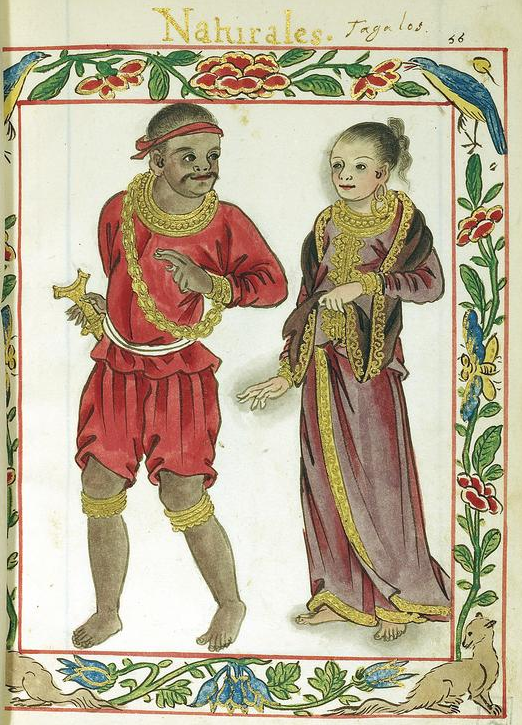
یک زوج در دوره استعمار اولیه اسپانیایی فیلیپین در دهه ۱۵۹۰، پوشیده از طلا

قدیمی‌ترین سند مکتوب شناخته‌شده در فیلیپین، کتیبه مسی لاگونا مربوط به سال ۹۰۰ میلادی است. این نوشته به مالایی قدیم با استفاده از خط کاوی اولیه و دارای تعدادی واژه‌های فنی سانسکریت و القاب جاوه‌ای قدیم یا تاگالوگ قدیم است.
تا قرن ۱۴ میلادی، چندین سکونتگاه ساحلی بزرگ به‌عنوان مراکز تجاری پدیدار شدند و به کانون تغییرات اجتماعی تبدیل شدند.
برخی از نظام‌های سیاسی با کشورهای دیگر آسیا تعاملاتی داشتند.
تجارت با چین در اواخر سلسله تانگ آغاز شد و در دوران سلسله سونگ گسترش یافت.
در طول هزاره دوم میلادی، برخی از نظام‌ها بخشی از سیستم خراجی چین بودند.
ویژگی‌های فرهنگی هندی، مانند اصطلاحات زبانی و آیین‌های مذهبی، در قرن ۱۴ میلادی از طریق امپراتوری ماجاپاهیت که هندوئیسم را گسترش داده بود، در فیلیپین پخش شد.
تا قرن ۱۵ میلادی، اسلام در مجمع‌الجزایر سولو استقرار یافت و گسترش پیدا کرد.
ایالت‌های اولیه تشکیل‌شده در فیلیپین بین قرون ۱۰ تا ۱۶ میلادی شامل ماینیلا، توندو، نامایان، پانگاسینان، سبو، بوتوان، ماگویندانائو، لانائو، سولو و ما-ای بودند.
ساختار اجتماعی این جوامع معمولاً سه‌سطحی بود: اشراف، افراد آزاد، و بدهکاران وابسته. رهبران اشراف به نام داتو بر گروه‌های خودمختار (بارانگای) حکومت می‌کردند.

### سلطه استعماری اسپانیا و آمریکا (۱۵۶۵–۱۹۳۴)

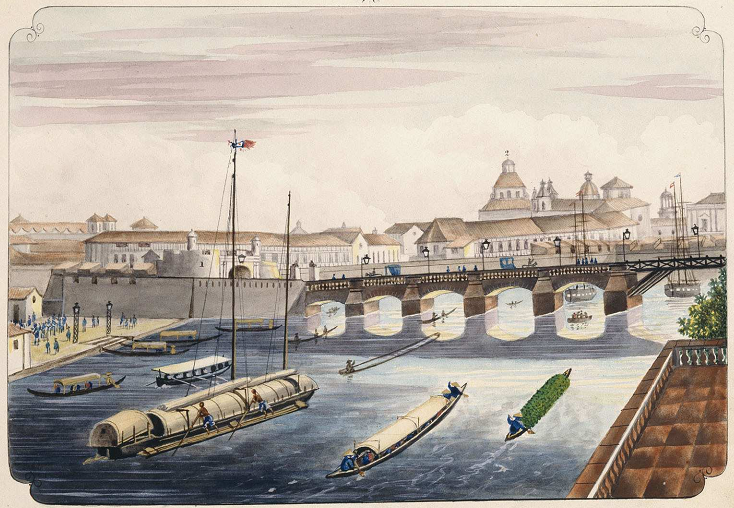
مانیل، ۱۸۴۷

یکپارچه‌سازی و استعمار توسط تاج کاستیا زمانی آغاز شد که کاوشگر اسپانیایی میگل لوپز د لگازپی از اسپانیای نو در سال ۱۵۶۵ به این منطقه رسید.
بسیاری از فیلیپینی‌ها به اسپانیای نو به‌عنوان برده یا خدمه اجباری منتقل شدند، درحالی‌که بسیاری از آسیایی‌های آمریکای لاتین به‌عنوان سرباز و مهاجر به فیلیپین آورده شدند.
مانیل اسپانیایی در سال ۱۵۷۱ پایتخت فرمانداری کل فیلیپین و هند شرقی اسپانیا شد، که قلمروهای اسپانیا در آسیا و اقیانوسیه را شامل می‌شد.
اسپانیایی‌ها با استفاده از اصل تفرقه بینداز و حکومت کن به ایالت‌های محلی حمله کردند،: 374  و بیشتر مناطقی را که امروزه فیلیپین خوانده می‌شوند، تحت یک حکومت واحد قرار دادند.
بارانگای‌های پراکنده عمداً در شهرها ادغام شدند، تا مبلغان کاتولیک بتوانند راحت‌تر ساکنان آنجا را به مسیحیت که ابتدا ترکیبی بود، تبدیل کنند.
مسیحی‌سازی توسط کشیشان در فیلیپین اسپانیا عمدتاً در دشت‌های سکونتی در طی زمان انجام شد.
از سال ۱۵۶۵ تا ۱۸۲۱، فیلیپین به‌عنوان بخشی از معاونت سلطنتی اسپانیای نو تحت حکومت مکزیکو سیتی قرار داشت؛ و پس از جنگ استقلال مکزیک از مادرید اداره شد.: 81 
مانیل به قطب غربی تجارت ترانس‌اقیانوس آرام از طریق کشتی‌های گالیون مانیل که در بیکول و کویت ساخته می‌شدند، تبدیل شد.
در دوران حکومت اسپانیا، این کشور تقریباً خزانه خود را برای سرکوب شورش‌های بومی: 111–۱۲۲  و دفاع در برابر حملات نظامی خارجی تهی کرد.: 1077 
این حملات شامل دزدی دریایی مورو، جنگی در قرن هفدهم با هلندی‌ها، اشغال بریتانیا در قرن هجدهم بر مانیل، و درگیری با مسلمانان جنوب بود.: 4 
اداره فیلیپین به‌عنوان یک بار اقتصادی برای اقتصاد اسپانیای نو محسوب می‌شد،: 1077  و موضوع رها کردن آن یا مبادله‌اش با سرزمین‌های دیگر مورد بحث قرار داشت. اما این اقدام به دلیل پتانسیل اقتصادی جزایر، امنیت، و تمایل به ادامه تبدیل مذهبی در منطقه، مورد مخالفت قرار گرفت.
این مستعمره با یک کمک‌هزینه سالانه از تاج اسپانیا دوام آورد، که به‌طور متوسط ۲۵۰٬۰۰۰ پزو بود. معمولاً این کمک‌هزینه به‌صورت ۷۵ تن نقره خالص از قاره آمریکا پرداخت می‌شد.
نیروهای بریتانیایی بین سال‌های ۱۷۶۲ تا ۱۷۶۴ طی جنگ هفت‌ساله، مانیل را اشغال کردند و حکومت اسپانیا با معاهده پاریس ۱۷۶۳ بازگردانده شد.: ۸۱–۸۳  اسپانیا جنگ خود با مسلمانان در آسیای جنوب شرقی را ادامه‌ای از استرداد می‌دانست.
درگیری اسپانیا و مورو چندین قرن به طول انجامید؛ اسپانیا بخش‌هایی از میندانائو و هولو را در سه‌ماهه آخر قرن نوزدهم تصرف کرد، و مسلمانان مورو در سلطنت سولو حاکمیت اسپانیا را پذیرفتند.

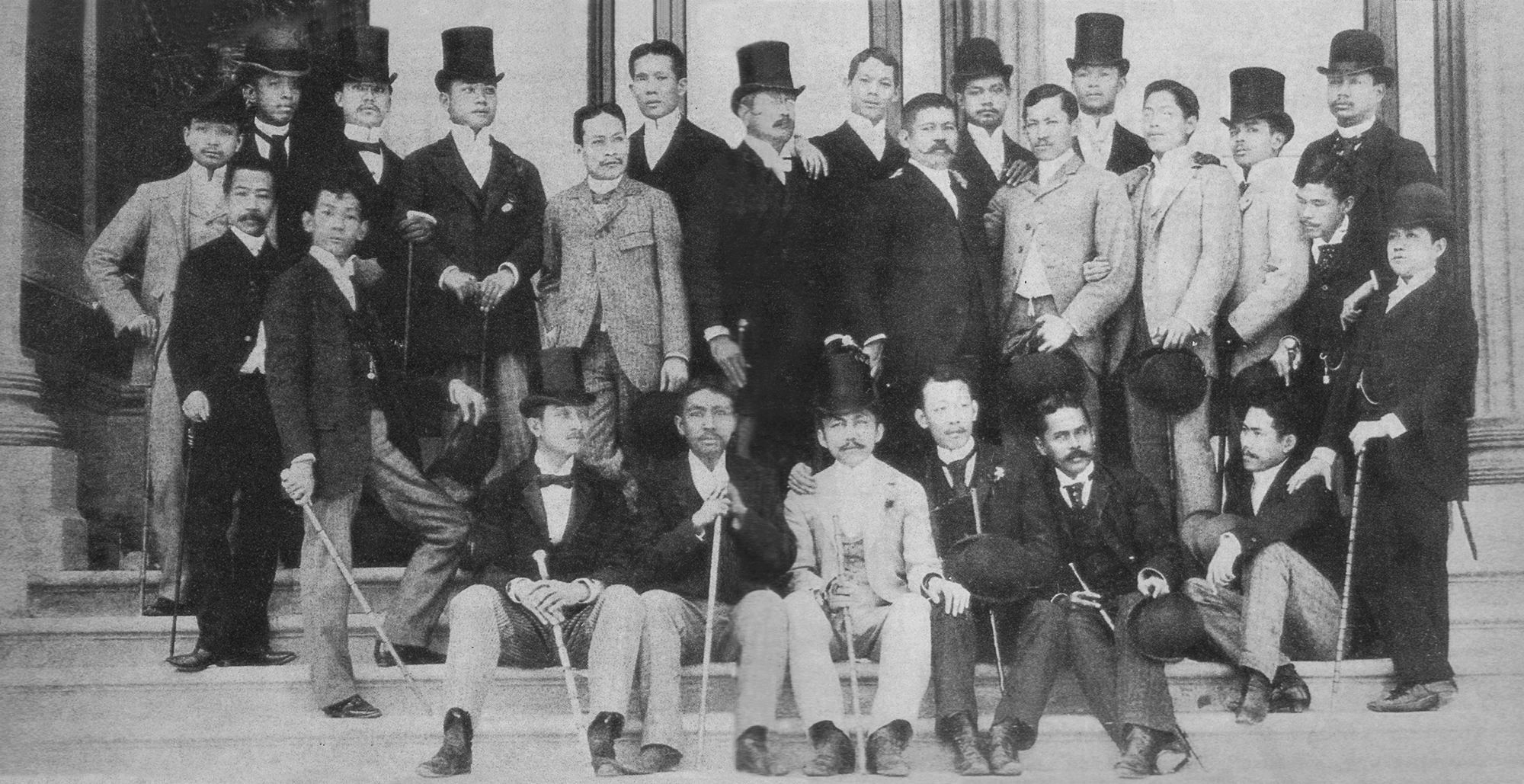
ایلستردوس در مادرید حوالی سال ۱۸۹۰

بندرهای فیلیپین در طول قرن نوزدهم به روی تجارت جهانی باز شدند و جامعه فیلیپینی شروع به تغییر کرد.
هویت اجتماعی تغییر کرد، به‌طوری‌که اصطلاح «فیلیپینی» دیگر تنها به اسپانیایی‌های متولد فیلیپین اشاره نمی‌کرد، بلکه تمامی ساکنان مجمع‌الجزایر را شامل می‌شد.
حس انقلابی در سال ۱۸۷۲ افزایش یافت، پس از اینکه ۲۰۰ سرباز محلی و کارگران همراه با سه کشیش فعال کاتولیک به دلایل بحث‌برانگیز اعدام شدند.
این واقعه موجب شکل‌گیری جنبش تبلیغاتی شد که توسط مارسلو اچ. دل پیلار، خوزه ریزال، گراسیانو لوپز ژائنا و ماریانو پونس سازماندهی شد و به دنبال اصلاحات سیاسی در فیلیپین بود.
خوزه ریزال در ۳۰ دسامبر ۱۸۹۶ به اتهام شورش اعدام شد و مرگ او بسیاری از افراد وفادار به اسپانیا را رادیکال کرد.
تلاش‌ها برای اصلاحات با مقاومت مواجه شد؛ آندرس بونیفاسیو در سال ۱۸۹۲ انجمن مخفی کاتیپونان را تأسیس کرد که هدفش استقلال از اسپانیا از طریق شورش مسلحانه بود.: 137 
انقلاب فیلیپین در سال ۱۸۹۶ با فریاد پوگاد لاوین از سوی کاتیپونان آغاز شد.
اختلافات داخلی منجر به کنوانسیون تجروس شد، جایی که بونیفاسیو موقعیت خود را از دست داد و امیلیو آگوینالدو به‌عنوان رهبر جدید انقلاب انتخاب شد.: 145–۱۴۷ 
پیمان بیاک-نا-باتو در سال ۱۸۹۷ منجر به تشکیل دولت در تبعید هونگ کونگ جونتا شد. سال بعد، جنگ آمریکا و اسپانیا آغاز شد و به فیلیپین رسید؛ آگوینالدو بازگشت، انقلاب را از سر گرفت و در ۱۲ ژوئن ۱۸۹۸ استقلال فیلیپین از اسپانیا را اعلام کرد.: 26 
در دسامبر ۱۸۹۸، پس از جنگ آمریکا و اسپانیا، این جزایر همراه با پورتوریکو و گوام از طریق پیمان پاریس (۱۸۹۸) به ایالات متحده واگذار شدند.
جمهوری اول فیلیپین در تاریخ ۲۱ ژانویه ۱۸۹۹ اعلام شد.
عدم به رسمیت شناخته شدن این جمهوری توسط ایالات متحده منجر به نبرد مانیل (۱۸۹۹) و آغاز جنگ فیلیپین-آمریکا شد که پس از رد پیشنهاد آتش‌بس از سوی فرمانده نظامی آمریکا در محل و اعلام جنگ توسط جمهوری نوپا شدت یافت.
این جنگ منجر به مرگ ۲۵۰ هزار تا ۱ میلیون غیرنظامی شد که عمدتاً بر اثر قحطی و بیماری جان باختند.
بسیاری از فیلیپینی‌ها توسط آمریکایی‌ها به اردوگاه‌های کار اجباری منتقل شدند که هزاران نفر در آنجا جان باختند.
پس از سقوط جمهوری اول فیلیپین در سال ۱۹۰۲، یک دولت غیرنظامی آمریکایی با قانون ارگانیک فیلیپین تأسیس شد.
نیروهای آمریکایی به سرکوب و گسترش کنترل خود بر جزایر ادامه دادند، تلاش‌های احیای جمهوری فیلیپین را سرکوب کردند،: 200–202  و کنترل سلطان‌نشین سولو را تضمین کردند.
آمریکایی‌ها کنترل مناطق کوهستانی داخلی که در برابر فتح اسپانیا مقاومت کرده بودند را تثبیت کردند و اسکان گسترده مسیحیان را در مناطق عمدتاً مسلمان میندانائو تشویق کردند.

## سیاست

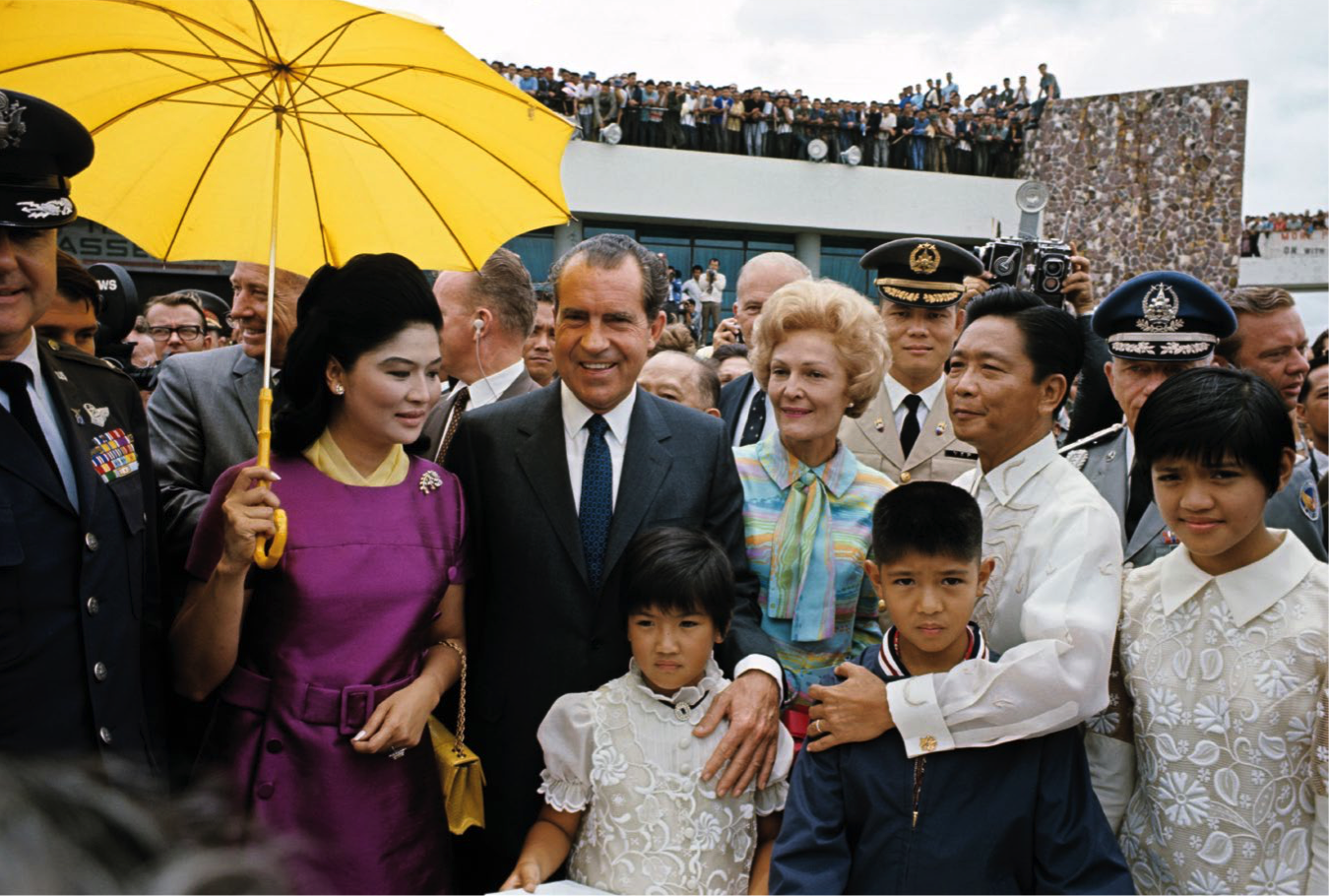
بونگبونگ مارکوس رئیس‌جمهور کنونی فیلیپین و ریچارد نیکسون رئیس‌جمهور پیشین آمریکا به همراه خانواده

فیلیپین دارای حکومت دموکراتیک و مطابق قانون اساسی با نظام ریاست‌جمهوری است که به‌استثنای ناحیه خودگردان مسلمان میندانائو (که به‌صورت بسیار گسترده از حکومت جدا اداره می‌شود)، به‌شکل یکپارچه اداره می‌گردد. حکومت فیلیپین چندین‌بار از زمان ریاست‌جمهوری راموس در تلاش بوده تا نظام حکومتی را به نظام فدرال، پارلمانی یا تک‌مجلسی تغییر دهد.
رئیس‌جمهور در فیلیپین هم رئیس دولت و هم فرماندهٔ کل نیروهای مسلح می‌باشد. طبق قانون اساسی تازه تصویب شده فیلیپین، نظام سیاسی این کشور جمهوری ریاستی است. رئیس‌جمهور و مجلس سنای ۲۴ نفره با رأی مردم برای یک دوره شش ساله انتخاب می‌شوند. رئیس‌جمهور ریاست قوه مجریه را برعهده دارد که از ۱۹ وزارتخانه تشکیل شده است. همچنین تعیین اعضای کابینه نیز برعهده رئیس‌جمهور و برای این کار نیازی به تصویب در مجلس نیست.

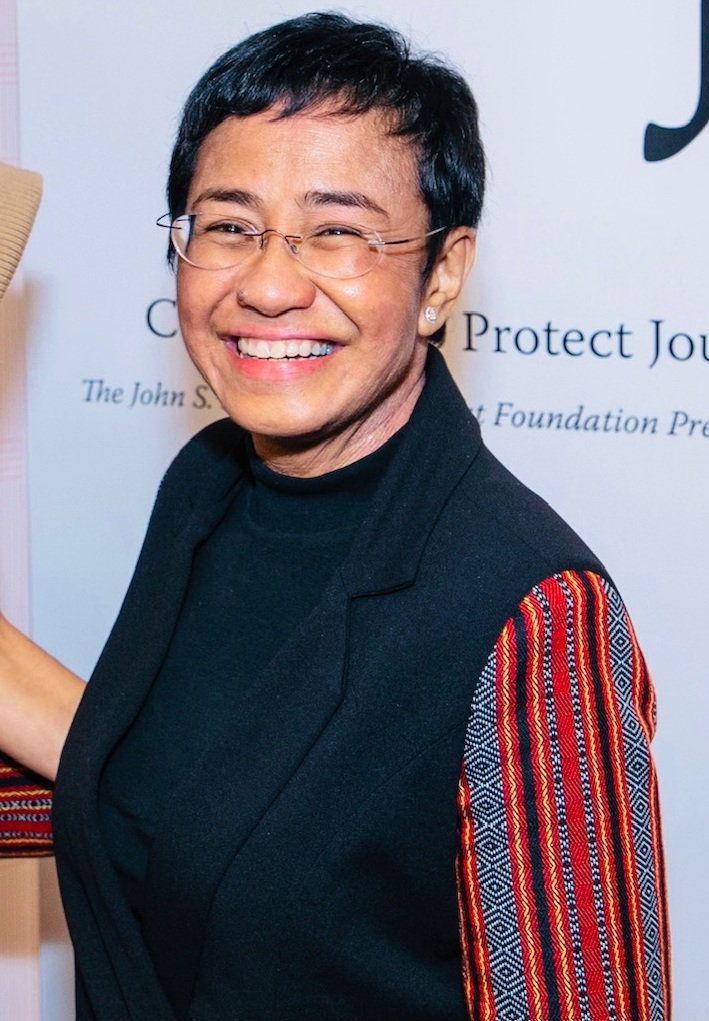
ماریا رسا برندهٔ جوایز صلح نوبل، فولبرایت و ۱۰۰ زن بی‌بی‌سی

دو مجلس قانونگذار این کشور عبارتند از سنا که مجلس اعلای کشور محسوب می‌شود و اعضای آن طی یک دورهٔ شش ساله انتخاب می‌شوند. مجلس نمایندگان، مجلس سفلای این کشور است و نمایندگان آن هر سه سال یک‌بار انتخاب می‌شوند.
مجلس نمایندگان شامل دویست نماینده انتخاب شده با رأی مردم در حوزه‌های محلی و پنج نماینده انتصابی است که این پنج نماینده را رئیس‌جمهور از بین گروه‌های اقلیت انتخاب می‌نماید.
سناتورها از طرف تمام مردم انتخاب می‌شوند ولی نمایندگان از طریق حوزه‌های قانونگذاری هر منطقه و ۲۰٪ از نمایندگان از طریق انتخابات درون‌حزبی انتخاب می‌شوند.
قانون اساسی فیلیپین دوره ریاست‌جمهوری در این کشور را به یک دوره شش ساله محدود کرده است تا مانع از تبدیل شدن یک فرد به دیکتاتور شود.
در فیلیپین رئیس‌جمهور و معاون وی به‌طور جداگانه در انتخابات به‌وسیله مردم برگزیده می‌شوند.
قوهٔ قضائیه دادگاه عالی کشور است که توسط ریاست قوهٔ قضائیه و ۱۴ قاضی دستیار که از طرف رئیس‌جمهور انتخاب و توسط شورای قضات و وکلا منصوب می‌شوند اداره می‌گردد.

### تقسیمات اداری
نوشته اصلی: فهرست شهرهای فیلیپین
نوشته اصلی: فهرست استان‌های فیلیپین
فیلیپین به سه جزیره اصلی تقسیم شده: لوزون، ویسایا و میندانائو.
در تقسیم‌بندی، کشور به ۱۷ ناحیه، ۸۱ استان، ۱۴۵ شهر، ۱٬۴۸۹ بخش و ۴۲٬۰۳۶ بارانگای تقسیم شده است.
در بخش دوم قانون شماره ۵۴۴۶ اشاره شده که طبق تعریف آب‌های سرزمینی فیلیپین، ادعایی بر مالکیت قسمت شرقی جزیره صباح وجود ندارد.

### تقسیمات منطقه‌ای
منطقه‌ها در فیلیپین برای تقسیم‌بندی اداری ایجاد شده‌اند تا ادارهٔ استان‌ها در هر بخش را سهولت بخشند. فیلیپین به ۱۷ ناحیه تقسیم شده (۱۶ ناحیه اداری و یک ناحیه خودگردان). بیشتر ادارات دولتی براساس منطقه‌ها تقسیم شده‌اند و نه تک‌تک در هر استان. بیشتر موارد مرکز مناطق شهرها هستند. براساس اطلاعات سال ۲۰۱۵، ناحیهٔ CALABARZON بیشترین جمعیت را داراست و ناحیه پایتخت ملی (مانیل) متراکم‌ترین منطقه جمعیتی است.

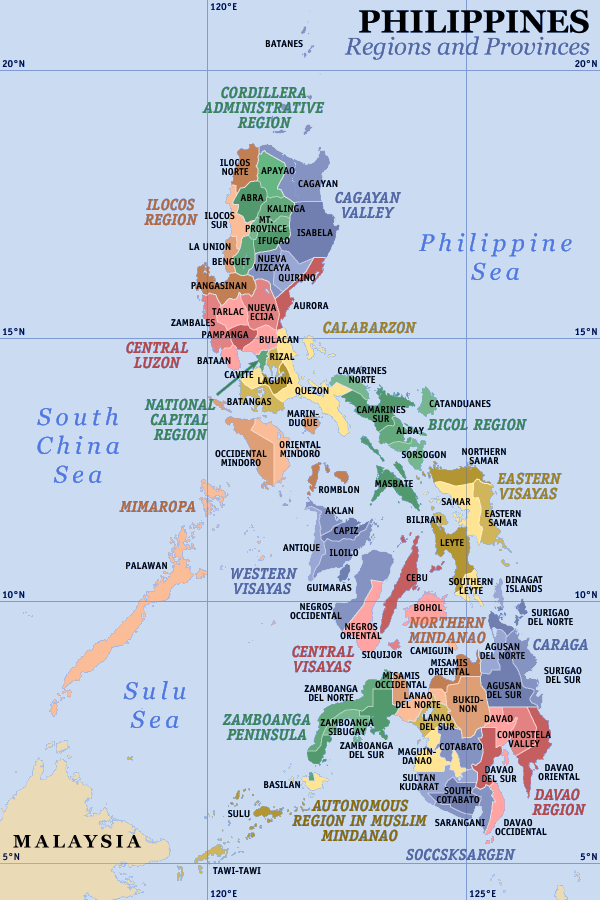
استان‌های فیلیپین

| رتبه      | ناحیه            | اسم             | مساحت                                       | جمعیت (۲۰۱۵) | % جمعیت | تراکم جمعیت                                                  |
| --------- | ---------------- | --------------- | ------------------------------------------- | ------------ | ------- | ------------------------------------------------------------ |
| اول       | ناحیه ۴          | Calabarzon      | ۱۶٬۸۷۳٫۳۱ کیلومتر مربع (۶٬۵۱۴٫۸۲ مایل مربع) | ۱۴٬۴۱۴٬۷۷۴   | ۱۴٫۲۷٪  | ۸۵۰ ساکن در هر کیلومتر مربع (۲٬۲۰۰ ساکن در هر مایل مربع)     |
| دوم       | ناحیه پایتخت ملی | ناحیه پایخت ملی | ۶۱۹٫۵۷ کیلومتر مربع (۲۳۹٫۲۲ مایل مربع)      | ۱۲٬۸۷۷٬۲۵۳   | ۱۲٫۷۵٪  | ۲۱٬۰۰۰ ساکن در هر کیلومتر مربع (۵۴٬۰۰۰ ساکن در هر مایل مربع) |
| سوم       | ناحیه ۳          | لوزون مرکزی     | ۲۲٬۰۱۴٫۶۳ کیلومتر مربع (۸٬۴۹۹٫۹۰ مایل مربع) | ۱۱٬۲۱۸٬۱۷۷   | ۱۱٫۱۱٪  | ۵۱۰ ساکن در هر کیلومتر مربع (۱٬۳۰۰ ساکن در هر مایل مربع)     |
| چهارم     | ناحیه ۷          | ویسایای مرکزی   | ۱۰٬۱۰۲٫۱۶ کیلومتر مربع (۳٬۹۰۰٫۴۷ مایل مربع) | ۶٬۰۴۱٬۹۰۳    | ۵٫۹۸٪   | ۶۰۰ ساکن در هر کیلومتر مربع (۱٬۶۰۰ ساکن در هر مایل مربع)     |
| پنجم      | ناحیه ۵          | ناحیه بیکول     | ۱۸٬۱۵۵٫۸۲ کیلومتر مربع (۷٬۰۱۰٫۰۰ مایل مربع) | ۵٬۷۹۶٬۹۸۹    | ۵٫۷۴٪   | ۳۲۰ ساکن در هر کیلومتر مربع (۸۳۰ ساکن در هر مایل مربع)       |
| ششم       | ناحیه ۱          | ناحیه ایلوکوس   | ۱۶٬۸۷۳٫۳۱ کیلومتر مربع (۶٬۵۱۴٫۸۲ مایل مربع) | ۵٬۰۲۶٬۱۲۸    | ۴٫۹۸٪   | ۳۰۰ ساکن در هر کیلومتر مربع (۷۸۰ ساکن در هر مایل مربع)       |
| هفتم      | ناحیه ۱۱         | ناحیه داوائو    | ۲۰٬۳۵۷٫۴۲ کیلومتر مربع (۷٬۸۶۰٫۰۴ مایل مربع) | ۴٬۸۹۳٬۳۱۸    | ۴٫۸۵٪   | ۲۴۰ ساکن در هر کیلومتر مربع (۶۲۰ ساکن در هر مایل مربع)       |
| هشتم      | ناحیه ۱۰         | میندانائو شمالی | ۲۰٬۴۹۶٫۰۲ کیلومتر مربع (۷٬۹۱۳٫۵۶ مایل مربع) | ۴٬۶۸۹٬۳۰۲    | ۴٫۶۴٪   | ۲۳۰ ساکن در هر کیلومتر مربع (۶۰۰ ساکن در هر مایل مربع)       |
| نهم       | ناحیه ۱۲         | SOCCSKSARGEN    | ۲۲٬۵۱۳٫۳۰ کیلومتر مربع (۸٬۶۹۲٫۴۳ مایل مربع) | ۴٬۵۴۵٬۲۷۶    | ۴٫۵۰٪   | ۲۰۰ ساکن در هر کیلومتر مربع (۵۲۰ ساکن در هر مایل مربع)       |
| ناحیه دهم | ناحیه ۶          | ویسایای غربی    | ۱۲٬۸۲۸٫۹۷ کیلومتر مربع (۴٬۹۵۳٫۲۹ مایل مربع) | ۴٬۴۷۷٬۲۴۷    | ۴٫۴۳٪   | ۳۵۰ ساکن در هر کیلومتر مربع (۹۱۰ ساکن در هر مایل مربع)       |

## جغرافیا

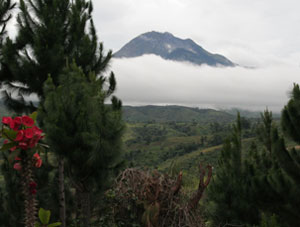
کوه آپو بلندترین کوه فیلیپین

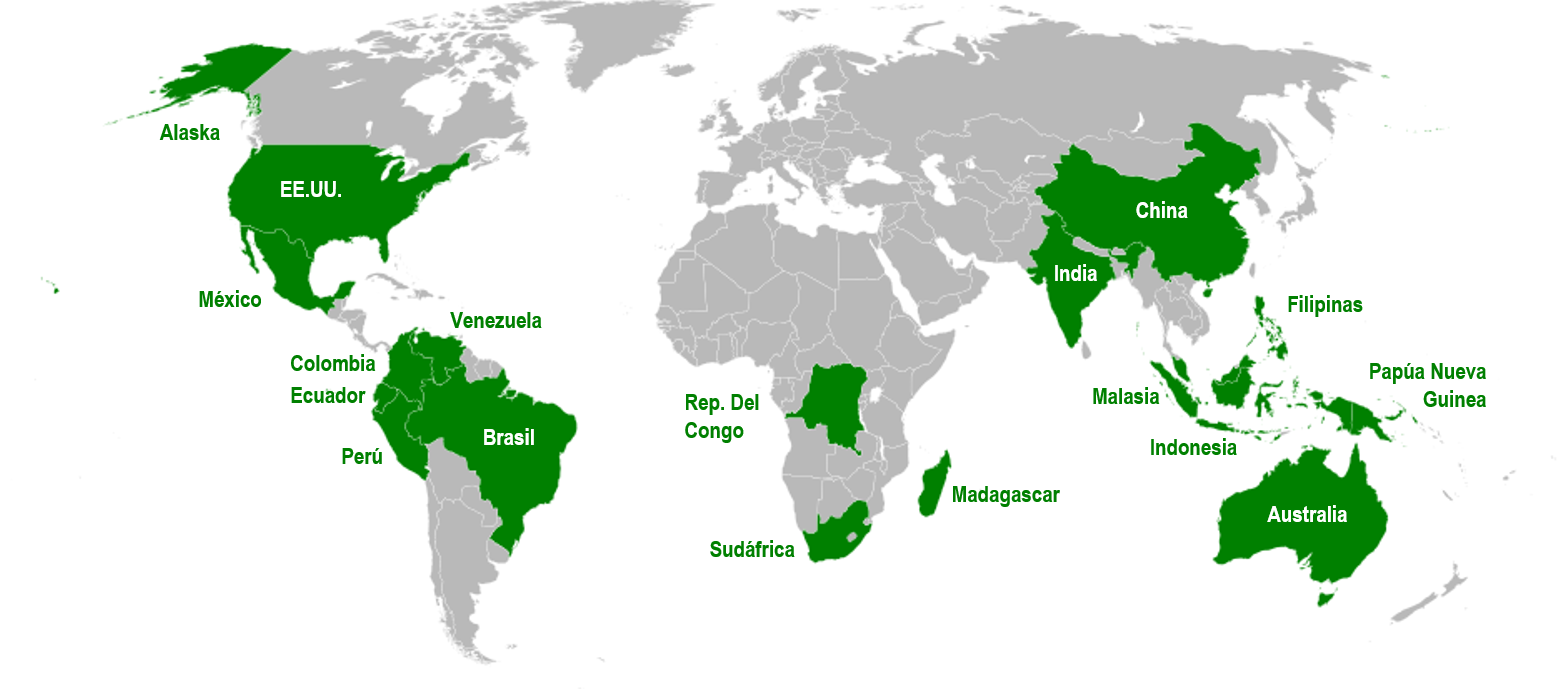
فیلیپین جزو کشورهای دارای تنوع زیستی کلان

فیلیپین یک مجمع‌الجزایر است که از ۷۶۴۱ جزیره تشکیل شده. این جزایر عموماً در سه مجمع‌الجزایر بزرگ طبقه‌بندی می‌شوند که عبارتند از: لوزون، میندانائو، و ویسایا. مساحت این کشور به‌علاوه آب‌های درون سرزمینی ۳۰۰٬۰۰۰ کیلومتر مربع (۱۱۵٬۸۳۱ مایل مربع) است. فیلیپین پنجمین کشور بزرگ جزیره‌ای دنیا به‌حساب می‌آید و با داشتن ۳۶٬۲۸۹ کیلومتر مربع (۱۴٬۰۱۱ مایل مربع) خط ساحلی، پنجمین کشور از این نظر است. منطقه انحصاری اقتصادی این کشور ۲٬۲۶۳٬۸۱۶ کیلومتر مربع (۸۷۴٬۰۶۴ مایل مربع) است.
بیشتر این جزایر پوشیده از جنگل‌های استوایی و آتشفشان‌هاست. بلندترین کوه فیلیپ که در جزیره میندانائو قرار دارد کوه «آپو» (Mount Apo) می‌باشد که ۲۹۵۴ متر ارتفاع دارد.
پست‌ترین نقطه در فیلیپین اعماق «گالاتا» (Galathea Depth) نام دارد که سومین نقطهٔ عمیق دنیاست.
طویل‌ترین رود فیلیپین در شمال جزیره لوزون قرار دارد که نام آن رود «کاگایان» است. خلیج مانیل که در کرانه پایتخت فیلیپین یعنی مانیل واقع شده به‌واسطهٔ رود پسیگ (Pasig river) به Laguna de Bay متصل است که بزرگ‌ترین دریاچهٔ فیلیپین محسوب می‌شود.
این کشور از شمال غرب با تایوان و چین، از شمال شرق با ژاپن، از جنوب با اندونزی و از جنوب غربی با مالزی، تایلند و سنگاپور همسایه است و شرق آن را دریای فیلیپین و غرب آن را دریای چین جنوبی فراگرفته است.
دو جزیره لوزون و میندانائو مجموعاً ۶۶٪ کل مساحت فیلیپین را شامل می‌شوند. از ۷۱۰۷ جزیره فیلیپین فقط ۱۰۰ جزیره مسکونی هستند و در این بین فقط یازده جزیره به‌صورت عمده جمعیت بزرگی دارد و فقط ۲۷۷۰ جزیره دارای نامی مشخص هستند.
کشور فیلیپین به‌طور کلی در محاصره آب‌های اقیانوس آرام و دریای چین جنوبی قرار دارد. وسیع‌ترین دریاچه‌های این کشور عبارتند از،: لاگونا در غرب جزیره لوزون و تاآل در مرکز آن، دو دریاچه لانائو و دریاچه سوریاگو نیز در جزیره میندانائو قرار دارند.
بزرگ‌ترین رودهای این کشور یعنی کاگایان و پاکساهان در جزیره‌های لوزون و رودهای پالانگی و آگوسان در جزیره میندانائو جریان دارند.

### تنوع زیستی

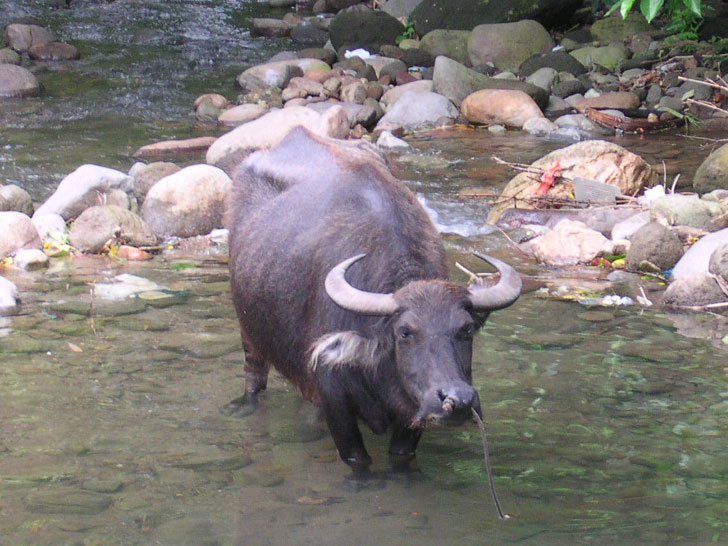
کارابائو، حیوان ملی فیلیپین، نماد قدرت، استقامت، کارایی و سخت‌کوشی است.

فیلیپین یکی از کشورهای دارای تنوع زیستی کلان است و دارای یکی از بالاترین نرخ‌های کشف گونه‌های جدید و بوم‌زادی (۶۷ درصد) در جهان است.
این کشور دارای حدود ۱۳٬۵۰۰ گونه گیاهی است که ۳٬۵۰۰ گونه از آن بوم‌زاد هستند. جنگل‌های بارانی فیلیپین تنوع زیادی از گیاهان را در خود جای داده‌اند: حدود ۳٬۵۰۰ گونه درخت، ۸٬۰۰۰ گونه گیاهان گل‌دار، ۱٬۱۰۰ گونه سرخس (گیاه) و ۹۹۸ گونه ارکیده شناسایی شده‌اند.
فیلیپین همچنین دارای ۱۶۷ گونه پستانداران زمینی (۱۰۲ گونه بوم‌زاد)، ۲۳۵ گونه خزندگان (۱۶۰ گونه بوم‌زاد)، ۹۹ گونه دوزیستان (۷۴ گونه بوم‌زاد)، ۶۸۶ گونه پرندگان (۲۲۴ گونه بوم‌زاد)، و بیش از ۲۰٬۰۰۰ گونه حشرات است.
فیلیپین بخشی مهم از مثلث مرجانی به‌شمار می‌رود. آب‌های این کشور دارای تنوع بی‌نظیری از حیات دریایی و بیشترین تنوع گونه‌های ماهیان ساحلی در جهان هستند. این کشور دارای بیش از ۳٬۲۰۰ گونه ماهی است که ۱۲۱ گونه از آن بوم‌زاد هستند. آب‌های فیلیپین به پرورش ماهی، سخت‌پوستان، صدف‌ها و جلبک‌های دریایی اختصاص یافته است.
فیلیپین هشت نوع جنگل عمده دارد: دوبال‌میوگان، جنگل ساحلی، جنگل کاج، جنگل مولیو، بوم‌سازگان کوهستانی، جنگل ابری، مانگروها، و جنگل سنگ فرامافیک. طبق برآوردهای رسمی، فیلیپین در سال ۲۰۲۳ حدود ۷٬۰۰۰٬۰۰۰ هکتار (۲۷٬۰۰۰ مایل مربع) پوشش جنگلی داشته است.

### آب و هوا
آب و هوای فیلیپین گرمسیر دریایی با رطوبت زیاد است. فیلیپینی‌ها در طول سال همواره با طوفان و باران‌های موسمی روبرو هستند و به‌خاطر همین باران‌های سیل‌آسا تقریباً ۷۰٪ این جزایر را جنگل‌های سرسبز استوایی فراگرفته است. دمای هوا بین ۲۰ تا ۴۰ درجه متغیر است و رطوبت نیز از ۳۶٪ تا ۹۰٪ هم می‌رسد. وقوع زمین‌لرزه در این جزایر پدیده‌ای معمولی به‌شمار می‌آید.
مهم‌ترین قلل آتشفشانی فیلیپین قله مایون و پیناتابو در جزیره لوزون، قله آپو در جزیره میندانائو، و قله کان‌لائون در جزیره نگروس هستند که فعال شدن این قلل گاهی باعث خسارات مالی و جانی زیادی برای ساکنان اطراف آنها گردیده است. فعال شدن آتشفشان پیناتابو در جنوب جزیره لوزون در سال ۱۹۹۰ علاوه‌بر خساراتی که برای مردم داشت، پایگاه‌های نظامی آمریکا در فیلیپین را نیز تخریب نمود و درنهایت منجر به جمع‌آوری این پایگاه‌ها شد.
چین و فیلیپین بر سر مالکیت جزایر رنای که پکن از آنها با عنوان جزایر نن‌شا یاد می‌کند و تپه‌های دریایی جانسون اختلاف دارند. آب‌های دریای چین جنوبی که دارای منابع سرشار نفت و گاز و شیلات می‌باشد محل چالش بین چین و فیلیپین است. چین مدعی مالکیت مطلق بر آب‌های دریای چین جنوبی است و همواره از مدعیان دیگر از جمله فیلیپین، ویتنام و ژاپن خواسته تا از طریق گفتگوهای دو جانبه به این تنش‌ها پایان دهند. فیلیپین این اختلافات را به دادگاه بین‌المللی سازمان ملل متحد برده است.
| داده‌های اقلیم فیلیپین                                        | داده‌های اقلیم فیلیپین | داده‌های اقلیم فیلیپین | داده‌های اقلیم فیلیپین | داده‌های اقلیم فیلیپین | داده‌های اقلیم فیلیپین | داده‌های اقلیم فیلیپین | داده‌های اقلیم فیلیپین | داده‌های اقلیم فیلیپین | داده‌های اقلیم فیلیپین | داده‌های اقلیم فیلیپین | داده‌های اقلیم فیلیپین | داده‌های اقلیم فیلیپین | داده‌های اقلیم فیلیپین |
| ماه                                                          | ژانویه                | فوریه                 | مارس                  | آوریل                 | مه                    | ژوئن                  | ژوئیه                 | اوت                   | سپتامبر               | اکتبر                 | نوامبر                | دسامبر                | سال                   |
| ------------------------------------------------------------ | --------------------- | --------------------- | --------------------- | --------------------- | --------------------- | --------------------- | --------------------- | --------------------- | --------------------- | --------------------- | --------------------- | --------------------- | --------------------- |
| میانگین روزانه °C (°F)                                       | ۲۵٫۳ (۷۸)             | ۲۵٫۳ (۷۸)             | ۲۶٫۱ (۷۹)             | ۲۷٫۰ (۸۱)             | ۲۷٫۳ (۸۱)             | ۲۶٫۸ (۸۰)             | ۲۶٫۵ (۸۰)             | ۲۶٫۳ (۷۹)             | ۲۶٫۳ (۷۹)             | ۲۷٫۳ (۸۱)             | ۲۶٫۰ (۷۹)             | ۲۵٫۵ (۷۸)             | ۲۶٫۳۱ (۷۹٫۴)          |
| بارندگی میلی‌متر (اینچ)                                       | ۱۴۷٫۸ (۵٫۸۲)          | ۹۹٫۴ (۳٫۹۱)           | ۹۷٫۲ (۳٫۸۳)           | ۹۳٫۳ (۳٫۶۷)           | ۱۸۸٫۴ (۷٫۴۲)          | ۲۳۵٫۹ (۹٫۲۹)          | ۲۸۶٫۶ (۱۱٫۲۸)         | ۲۷۳٫۱ (۱۰٫۷۵)         | ۲۶۹٫۴ (۱۰٫۶۱)         | ۲۷۳٫۷ (۱۰٫۷۸)         | ۲۵۷٫۷ (۱۰٫۱۵)         | ۲۲۶٫۷ (۸٫۹۳)          | ۲٬۴۴۹٫۲ (۹۶٫۴۴)       |
| منبع: World Bank Climate Change Knowledge Portal (1990–2009) |                       |                       |                       |                       |                       |                       |                       |                       |                       |                       |                       |                       |                       |

## مانیل

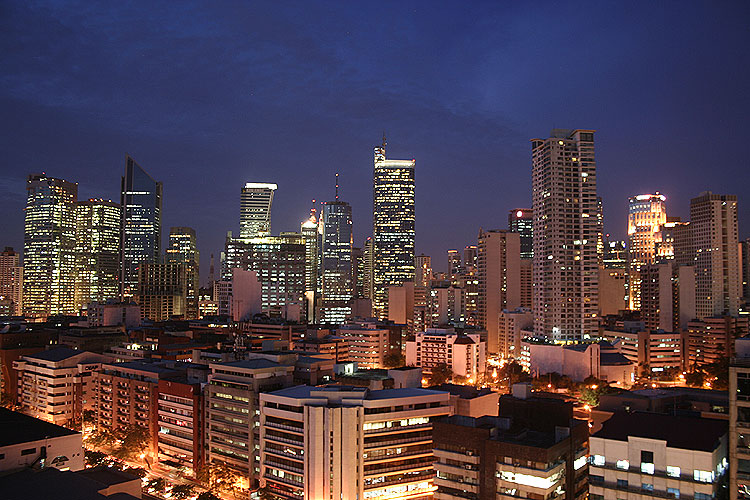
توسعهٔ شهر، بیشتر به سمت خلیج مانیل و در امتداد مسیر رودخانهٔ پسیگ ادامه دارد.

مانیل، پایتخت کشور فیلیپین در طی سال‌های گذشته پیشرفت زیادی داشته است. این شهر حدود ۱۰ میلیون نفر جمعیت دارد و هنوز یکی از ارزانترین شهرهای دنیاست. از لحاظ موقعیت جغرافیایی این شهر در دهانه رود بزرگ پسیگ قرار دارد که در شرق آن خلیج مانیل و در غرب آن ناحیه لوزون قرار گرفته است. این شهر در ۹۵۰ کیلومتری جنوب شرقی هنگ‌کنگ و در ۲۴۰۰ کیلومتری شمال شرقی سنگاپور است. رودخانه پسیگ همچنین از میان شهر عبور می‌کند و تقریباً تمام مردم مانیل به آن دسترسی دارند.
شهر مانیل مرکز اصلی تجارت، سرمایه‌گذاری و امور مالی-اداری در کشور فیلیپین است. بندر مانیل دارای بیشترین حجم واردات و صادرات در کل کشور فیلیپین است. دفتر مرکزی موسسات مالی و تجاری مهم مثل: بانک ملی فیلیپین (Philippine National Bank)، بیمه مرکزی فیلیپین، بانک Veterans و تعداد زیادی از موسسات مالی اعتباری خصوصی در مانیل است.

## مردم

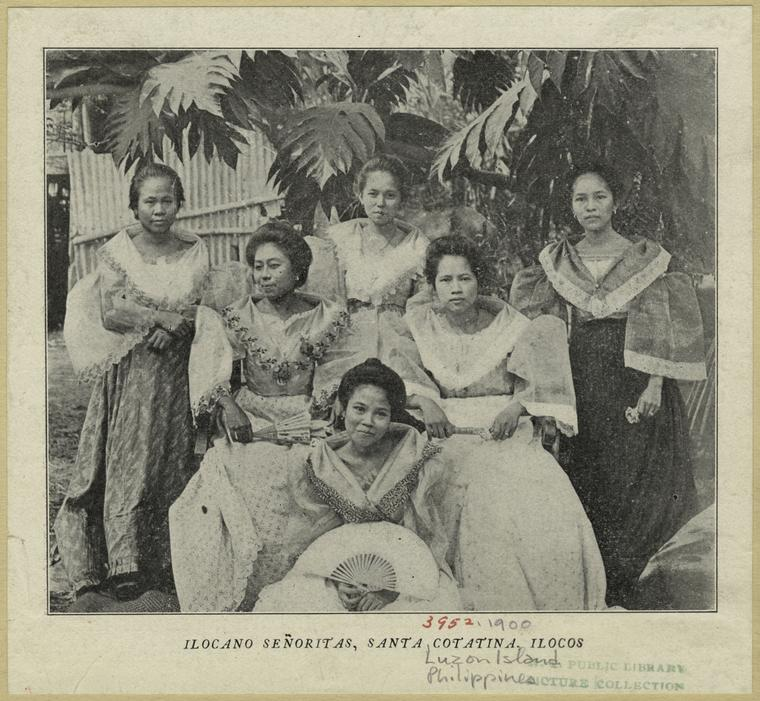
چند زن ایلکانو در سانتا کاتالینا، ایلوکوس جنوبی، سال ۱۹۰۰

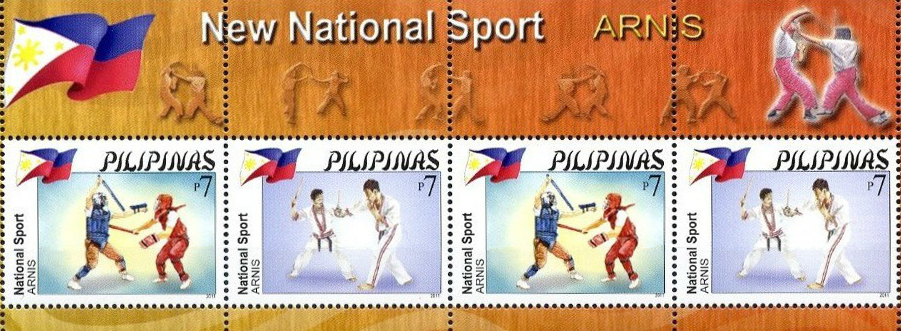
آرنیس ورزش ملی فیلیپین

جمعیت فیلیپین طبق آمارهای اعلام شده در سال ۱۹۸۷، ۵۷٫۴ میلیون نفر بود. با نرخ رشد جمعیت حدود ۲٫۴ در سال، جمعیت این کشور در سال ۱۹۹۵ به ۶۸ میلیون نفر رسید و در سال ۲۰۰۰ با نرخ رشد ۲٫۳ از ۷۸ میلیون نفر گذشت.
حاکمیت اسپانیا بر فیلیپین باعث شد که ۹۰٪ مردم این کشور مسیحی و کاتولیک شوند. با مهاجرت گروه‌های مختلف مردم اسپانیایی زبان از اروپا و آمریکای جنوبی، فرهنگ این کشور شباهت زیادی با کشورهای لاتین پیدا کرد و زبان‌های محلی آنان نیز تحت تأثیر واژه‌های اسپانیایی قرار گرفت.
۹۰٪ مردم فیلیپین مسیحی می‌باشند که ۸۱٪ کاتولیک و ۹٪ پروتستان هستند و بقیه که شامل ۱۰٪ از کل جمعیت می‌باشند، بیشتر مسلمان هستند که اکثراً در جزیره میندانائو در جنوب کشور ساکن‌اند.
اکثریت نژاد فیلیپینی‌ها را گروه ماله و باقی آنها را چینی‌ها، آمریکایی‌ها و اسپانیایی‌ها تشکیل می‌دهند.
۲۹٪ درصد مردم فیلیپین، فیلیپینی، ۲۳٪ از نژاد سبوئانو و ۱۰٪ ایلکانو هستند و بقیه از سایر اقوام می‌باشند. مردم فیلیپین به زبان تاگالوگ صحبت می‌کنند و زبان انگلیسی نیز بسیار رایج است. از نظر جمعیتی، زبان انگلیسی گویشوَران بسیار بیشتری از زبان اسپانیایی دارد و بیشتر مردم این کشور به زبان انگلیسی تسلط دارند، با این حال بیش از ۱۰۰۰ لهجه مختلف در فیلیپین وجود دارد. طبق آمار سال ۲۰۱۳ میزان با سوادی در میان مردم این کشور ۹۰/۷٪ بوده است.

## اقتصاد فیلیپین
اقتصاد فیلیپین سی و چهارمین اقتصاد بزرگ جهان است و طبق تخمین‌های سال ۲۰۲۳، تولید ناخالص داخلی (GDP) اسمی آن برابر با ۴۳۵٫۷ میلیارد دلار آمریکا بوده است. به عنوان یک کشور تازه صنعتی‌شده اقتصاد فیلیپین در حال گذار از یک پایه کشاورزی به سمت تأکید بیشتر بر خدمات و تولید است. نیروی کار این کشور در سال ۲۰۲۳ حدود ۵۰ میلیون نفر بوده و نرخ بیکاری آن ۳٫۱ درصد اعلام شده است. ذخایر بین‌المللی این کشور تا ژانویه ۲۰۲۴ برابر با ۱۰۳٫۴۰۶ میلیارد دلار آمریکا بوده است. نسبت بدهی به تولید ناخالص داخلی در پایان سال ۲۰۲۳ به ۶۰٫۲ درصد کاهش یافت که از بالاترین سطح خود در ۱۷ سال گذشته (۶۳٫۷ درصد در پایان سه‌ماهه سوم آن سال) پایین‌تر آمده و مقاومت اقتصادی کشور را در دوران همه‌گیری کووید-۱۹ نشان می‌دهد. واحد پول این کشور Philippine peso (₱ یا PHP) است. یا PHP).
فیلیپین یک واردکننده خالص است و یک کشور بدهکار در موقعیت سرمایه‌گذاری بین‌المللی است. تا تاریخ ۲۰۲۰, بازارهای اصلی صادرات این کشور چین، ایالات متحده آمریکا، ژاپن، هنگ‌کنگ و سنگاپور بودند؛ صادرات اصلی شامل نیمه رساناها، ماشین‌آلات اداری و قطعات آن‌ها، ترانسفورماتورهای الکتریکی، سیم‌های عایق‌بندی شده و بوده است. بازارهای اصلی واردات آن سال چین، ژاپن، کره جنوبی، ایالات متحده آمریکا و اندونزی بودند. محصولات عمده صادراتی شامل نارگیل، موز و آناناس هستند؛ این کشور بزرگ‌ترین تولیدکننده abaca در جهان است: 226–۲۴۲  و دومین صادرکننده بزرگ سنگ معدن نیکل در سال ۲۰۲۲ بوده است،  همچنین بزرگ‌ترین صادرکننده فلزات پوشیده شده از طلا و بزرگ‌ترین واردکننده copra در سال ۲۰۲۰ بوده است.

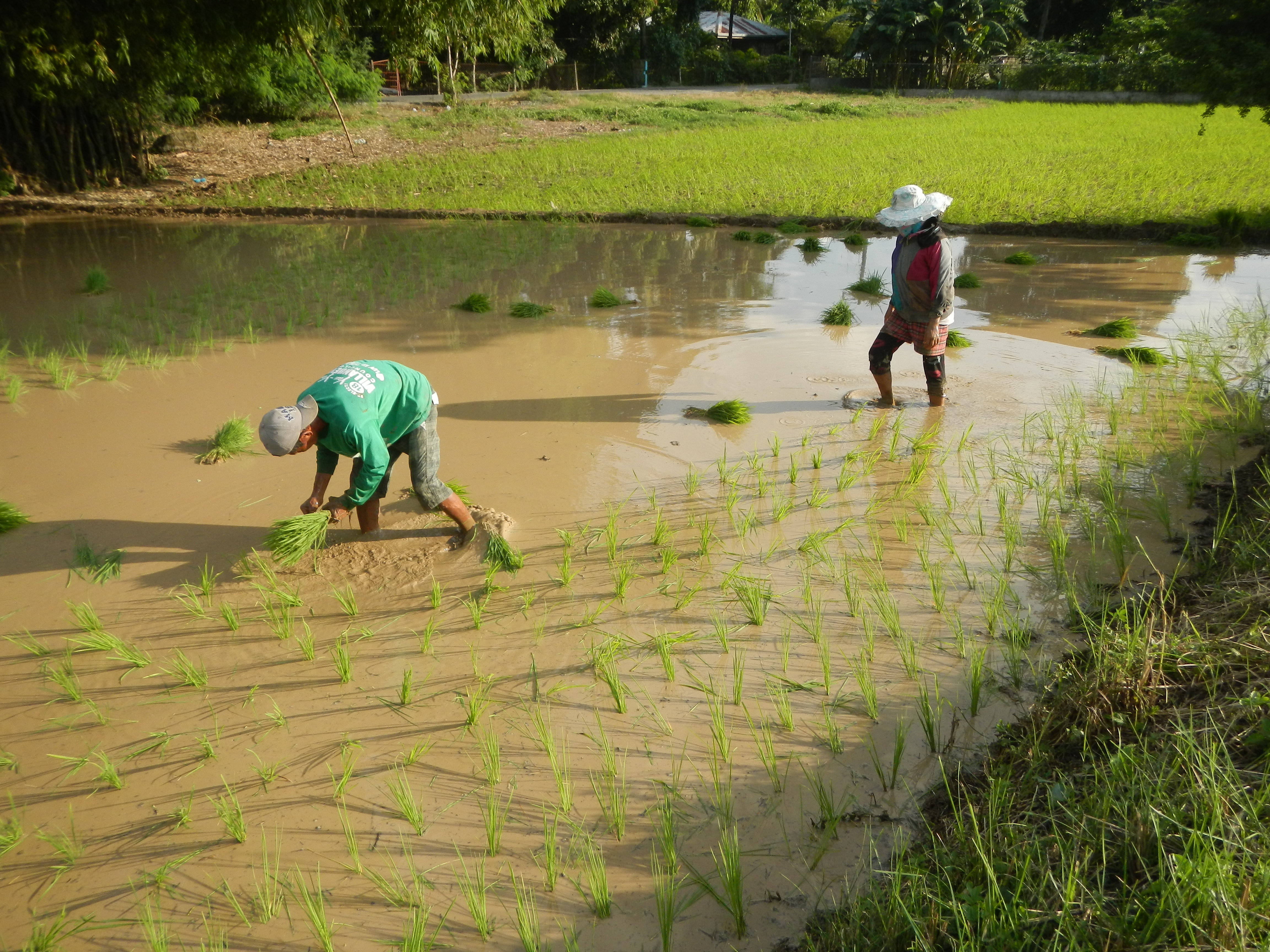
فیلیپینی‌ها در حال کاشت برنج. کشاورزی ۲۴ درصد نیروی کار فیلیپینی را مشغول کرده است as of 2022.

با نرخ رشد متوسط سالانه شش تا هفت درصد از حدود سال ۲۰۱۰، فیلیپین به یکی از سریع‌ترین اقتصادهای در حال رشد جهان تبدیل شده است، که عمدتاً ناشی از تکیه روزافزون آن بر بخش خدمات است. با این حال، توسعه منطقه‌ای نامتناسب است و به ویژه مانیل بیشترین سهم را از رشد اقتصادی جدید به دست آورده است. حواله‌های پولی از فیلیپینی‌های خارج از کشور به‌طور قابل توجهی به اقتصاد کشور کمک می‌کنند؛ در سال ۲۰۲۳ به رکورد ۳۷٫۲۰ میلیارد دلار آمریکا رسید که ۸٫۵ درصد از GDP را تشکیل می‌دهد. فیلیپین مرکز اصلی برون‌سپاری فرایندهای کسب‌وکار (BPO) در جهان است. حدود ۱٫۳ میلیون فیلیپینی در بخش BPO مشغول به کار هستند که عمدتاً در خدمات به مشتری فعالیت می‌کنند.

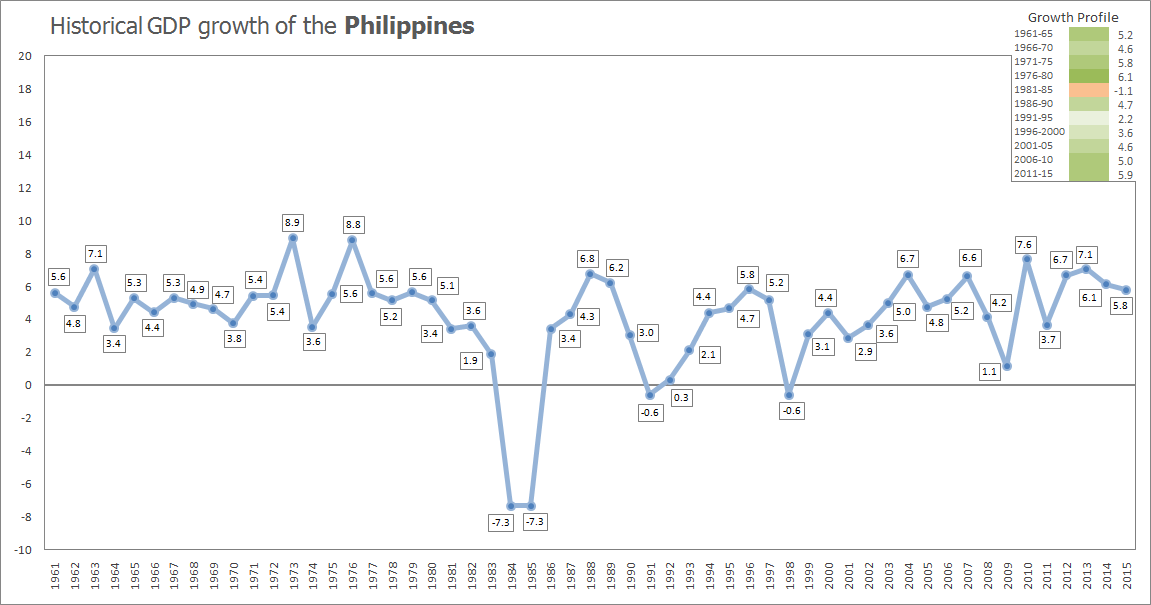
رشد تاریخی اقتصاد فیلیپین از ۱۹۶۱ تا ۲۰۱۵

اقتصاد فیلیپین طی دهه‌ها رشد ثابتی داشته و صندوق بین‌المللی پول در سال ۲۰۱۴ آن را به‌عنوان سی‌ونهمین اقتصاد بزرگ جهان اعلام کرد. فیلیپین در سال ۲۰۲۲ رشد تولید ناخالص داخلی ۷٫۶ درصدی داشت، بالاترین از 1976. با این حال، این کشور عضوی از گروه ۲۰ نیست و در دسته کشورهای با بازار نوظهور قرار دارد.

### ترکیب بر اساس بخش‌های صنعتی

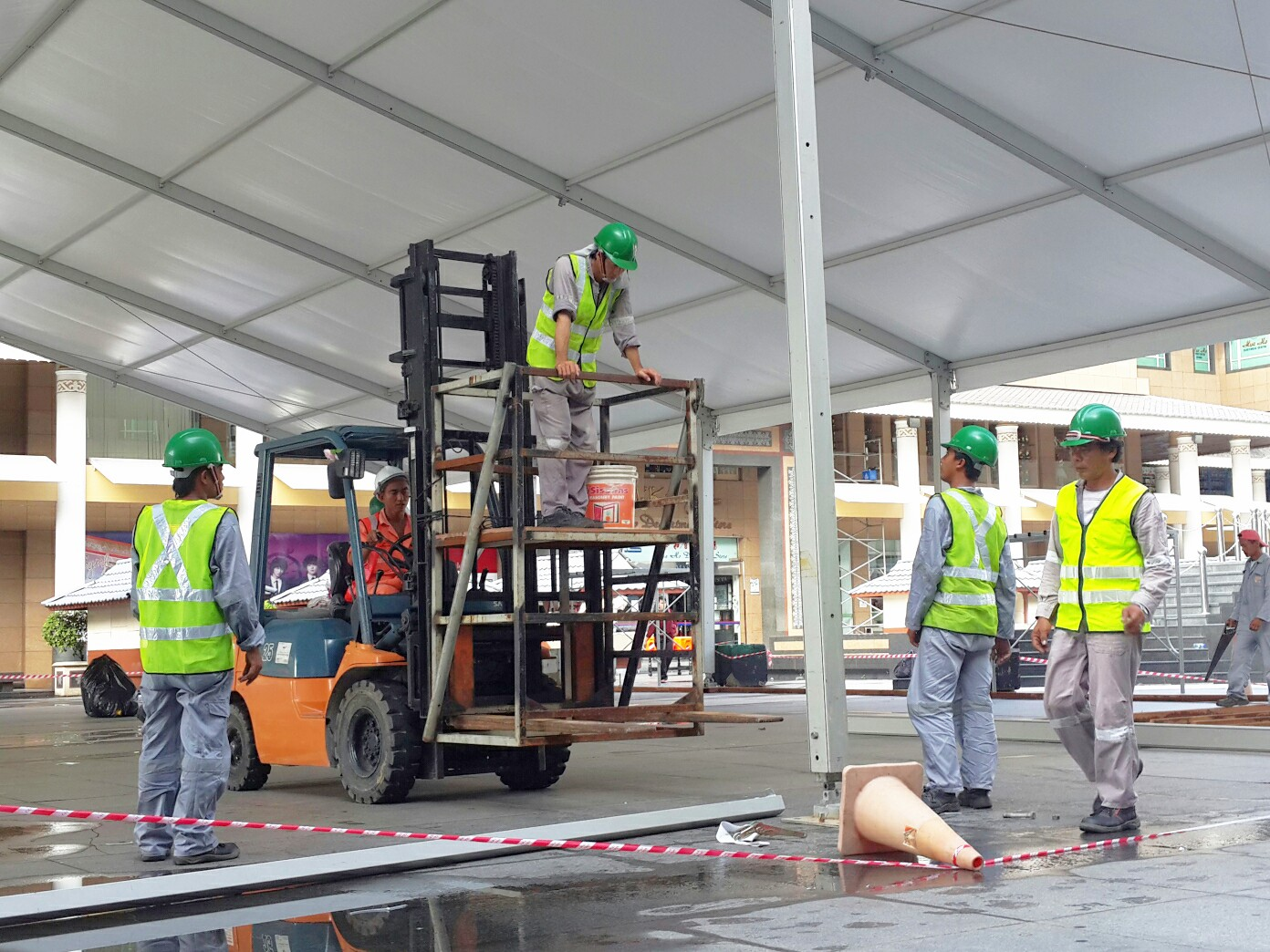
کارگران فیلیپینی در برونئی

فیلیپین به‌عنوان یک کشور تازه صنعتی‌شده، همچنان بخش کشاورزی بزرگی دارد؛ هرچند صنعت خدمات در سال‌های اخیر گسترش یافته است. بخش صنعتی بیشتر بر پردازش و مونتاژ قطعات الکترونیکی و پیشرفته متمرکز است.
نیروی کار فیلیپینی شاغل در خارج از کشور (OFW) نیز سهم مهمی در اقتصاد دارد ولی در آمار بخش‌های داخلی لحاظ نمی‌شود. حواله‌های دریافتی از این کارگران سهم به‌سزایی در رشد اقتصادی داشته و رتبه اعتباری کشور را نیز بهبود داده است. در سال ۲۰۲۳، حواله‌های فیلیپینی‌های خارج از کشور به رکورد ۳۷٫۲ میلیارد دلار رسید (۸٫۵ درصد GDP).

#### کشاورزی
تا سال ۲۰۲۲، کشاورزی ۲۴ درصد نیروی کار را در اختیار دارد و ۸٫۹ درصد GDP را تشکیل می‌دهد. فیلیپین سومین تولیدکننده بزرگ نارگیل در جهان است و در صادرات محصولات نارگیلی پیشتاز است. همچنین سومین تولیدکننده بزرگ آناناس دنیا است. برنج غذای اصلی مردم است و این کشور یکی از ۱۰ تولیدکننده برتر برنج در جهان است.
محصولاتی همچون شکر، نارگیل، آناناس، برنج و سایر محصولات کشاورزی در مناطق گوناگون کشت می‌شود.

#### خودروسازی و هوافضا
قطعات ABS برای مرسدس بنز، بی‌ام‌و و ولوو در فیلیپین تولید می‌شود. فروش خودرو در سال ۲۰۲۲ به ۳۵۲٬۵۹۶ دستگاه رسید. برندهایی چون تویوتا، میتسوبیشی، فورد، نیسان، سوزوکی در این کشور فعالند. در حوزه هوافضا، فیلیپین قطعاتی برای هواپیماهای بوئینگ و ایرباس صادر می‌کند.

#### الکترونیک
شرکت‌هایی چون تکزاس اینسترومنتز تراشه‌های DSP را در باگیو تولید می‌کنند. این تراشه‌ها در محصولات جهانی نوکیا و اریکسون استفاده می‌شود. توشیبا هارددیسک، لکس‌مارک چاپگر و صنایع دیگر الکترونیک در مناطق مختلف فعالیت دارند. محصولات الکترونیک بیش از نیمی از صادرات کالاهای فیلیپین را تشکیل می‌دهند.

#### معدن و استخراج
فیلیپین دارای منابع غنی معدنی و انرژی زمین‌گرمایی است. طلای این کشور، نیکل، مس، پالادیوم و کرومیت از بزرگ‌ترین ذخایر جهانی محسوب می‌شود. با این وجود چالش‌هایی مانند قیمت پایین فلزات، هزینه‌های بالا و زیرساخت‌های نامناسب پیش روست.

#### برون‌سپاری فرآیندهای کسب‌وکار (BPO)
BPO و صنعت مرکز تماس رشد چشمگیری در فیلیپین داشته و سهم مهمی در ایجاد اشتغال و رشد دارد. اکنون بسیاری از شرکت‌های بزرگ برون‌سپاری آمریکایی در فیلیپین مستقر هستند.

#### انرژی‌های تجدیدپذیر
فیلیپین پتانسیل بالایی در انرژی خورشیدی دارد ولی عمده برق آن از سوخت‌های فسیلی است. دولت به تازگی مالکیت ۱۰۰ درصد خارجی را در بخش انرژی‌های تجدیدپذیر مجاز کرده تا سهم انرژی‌های تجدیدپذیر افزایش یابد.

#### کشتی‌سازی و تعمیر
فیلیپین یکی از تولیدکنندگان مهم کشتی در جهان است (در سال ۲۰۲۲ هفتمین تولیدکننده بر اساس تناژ). کشتی‌های باری، کانتینری و مسافری در اینجا تولید و صادر می‌شوند.

#### گردشگری
گردشگری یکی از بخش‌های مهم و رو به رشد در فیلیپین است.